# سرخس شانه‌ای باریک
سرخس شانه‌ای باریک (نام علمی: Schizaea fistulosa) نام یک گونه از سرده سرخس‌های شانه‌ای است.